# Киттлер, Герольд Лаврентьевич
Герольд Лаврентьевич Киттлер (нем. Herold Kittler) (1847—1916) — русский музыкант немецкого происхождения, капельмейстер 6-го гренадерского Таврического полка 2-й гренадерской дивизии, коллежский регистратор. Известен как автор вальса «Ожидание», сочинённого в 1901 году.

## Биография
Уроженец Германии (по другим данным, родился в Лондоне), ганноверский подданный, русский подданный с 1885 года, лютеранского вероисповедания. Окончил 4 класса Калишской немецкой гимназии, Свидетельство Московской Императорской Консерватории от 27 октября 1881 г. на звание артиста Императорских театров, в том числе с разрешением занимать должность военного капельмейстера, удостоверение преподавателя по оркестровым инструментам и капельмейстера батальонного и военного хора музыки выданное в Одесских музыкальных классах за № 37 от 31 марта 1900 г.
- 1870—1873 гг. — 2-я Гренадерская дивизия
- 1873—1877 гг. — Самарский 147-й пехотный полк
- 1877—1880 гг. — Несвижский 4-й гренадерский полк
- 1880—1886 гг. — Донской 1-й казачий полк
- 1886—1890 гг. — Имеретинский 157-й пехотный полк
- 1890—1892 гг. — Старорусский 113-й пехотный полк
- 1892—1900 гг. — Модлинский 57-й пехотный полк
- 1 октября 1900—1916 [?] гг. — Таврический 6-й гренадерский полк

С июня 1885 г. имел чин коллежского регистратора. С сентября 1910 г. на государственной службе. С 20 октября 1913 г. губернский секретарь. С 29 июня 1914 г. по 6 августа 1914 г. и с 12 июня 1915 на фронте.
Орден Св. Станислава 3-й степени от 3 января 1905 г. Светло-бронзовая медаль на Владимирской ленте в память 100-летия Отечественной войны (16.8.1912) и светло-бронзовая в память 300-летия Царствования Дома Романовых (21.2.1913).
Женат первым браком, брак расторгнут. Женат вторым браком на мещанке А. А. Раезвовой[?]. Дочь Зинаида (1905), жена и дочь православные. Адрес в Москве — Б. Козихинский, 13.

## Сочинения
- Альбом избранных вальсов [Ноты] : для фортепиано : [сборник] / [комп. Н. Р. Бакалейников, Г. Л. Китлер [и др.]. — Москва ; Ленинград : Музгиз, 1949. — 40 с. — Загл. обл. : Альбом избранных вальсов для танцев. — 30000 экз.
- «Потерянное счастье» : Вальс для ф.-п.: , Op. 12
- «Тоска по родине» : Вальс для ф.-п.: , Op. 13
- «Мечты» : Вальс для ф.-п.: , Op. 16
- «Искренность» : Вальс для ф.-п.: , Op. 21
- «Успокой меня» : Вальс для ф.-п.: Op. 22 / М. : Меyкоw, б.г. — 7 с.
- Московский Татерсаль : Полька-мазурка для ф.-п.: Op. 31 / М. : Мейков, б.г. — 3 с.
- «Воспоминание о Кускове» : Полька: Для ф.-п.: Op. 32 / М. : Мейков, б.г. — 5 с.
- Ожидание : Вальс: Для фп. в 2 руки: Op. 36. — Одесса : Кн. и муз. маг. Эд. Островского, б.г. — 3 с.
- «Ожидание» : Вальс: Для одного или двух голосов с ф.-п. / Одесса : Островский, б.г. — 5 с.
- Сердце зимы : Вальс для ф.-п.: Op. 51 / М., б.г. — 5 с.